# Noah Havard
Noah Havard (11 de octubre de 2000) es un deportista australiano que compite en piragüismo en la modalidad de aguas tranquilas. Participó en los Juegos Olímpicos de París 2024, obteniendo una medalla de plata en la prueba de K4 500 m.

## Palmarés internacional
| Juegos Olímpicos | Juegos Olímpicos | Juegos Olímpicos | Juegos Olímpicos |
| Año              | Lugar            | Medalla          | Competición      |
| ---------------- | ---------------- | ---------------- | ---------------- |
| 2024             | París (Francia)  | Medalla de plata | K4 500 m         |